# Erigone alsaida
Erigone alsaida Crosby & Bishop, 1928 è un ragno appartenente alla famiglia Linyphiidae.

## Distribuzione
La specie è stata rinvenuta negli Stati Uniti

## Tassonomia
Non sono stati esaminati esemplari di questa specie dal 2003
Attualmente, a maggio 2014, non sono note sottospecie